# Stelechantha
Stelechantha là một chi thực vật thuộc họ Rubiaceae. Chi này có các loài sau (tuy nhiên danh sách này có thể chưa đủ):
- Stelechantha arcuata, S.E.Dawson